# Realize
«Realize»  es una canción de la cantante japonesa Konomi Suzuki. Fue lanzado como su decimoctavo sencillo el 26 de agosto de 2020. La canción alcanzó el número 38 en Oricon y el número 86 en Japan Hot 100. Se utilizó como tema de apertura de la segunda temporada de Re:Zero - Starting Life in Another World. Este sencillo estaba originalmente programado para ser lanzado el 13 de mayo de 2020, pero se retrasó debido al aplazamiento del anime debido a la pandemia de COVID-19.

## Lanzamiento
El 15 de enero de 2020, el sitio web oficial del anime Re:Zero - Starting Life in Another World reveló que el tema de apertura "Realize" sería cantado por Konomi Suzuki. El sencillo fue lanzado el 26 de agosto de 2020. El sencillo originalmente estaba programado para ser lanzado el 13 de mayo de 2020, pero se retrasó debido al aplazamiento del anime debido a la pandemia de COVID-19. El sencillo alcanzó el número 38 en Oricon, 86 en Japan Hot 100 y 8 en Japan Hot Animation.

## Video musical
El video musical de "Realize" fue dirigido por Hiro. El video muestra a Konomi Suzuki cantando la canción con efectos de fuego rodeándola (llamas rojas y azules). Algunas escenas también la muestran sosteniendo la flor y también canta con un fondo gris.

## Lista de canciones
| CD  |                                      |          |  |
| N.º | Título                               | Duración |  |
| 1.  | «Realize»                            | 4:04     |  |
| 2.  | «A Beautiful Mistake»                | 3:58     |  |
| 3.  | «Realize» (Instrumental)             | 4:04     |  |
| 4.  | «A Beautiful Mistake» (Instrumental) | 3:58     |  |